# 瓦克塞島
瓦克塞島是蘇格蘭的島嶼，位於大西洋海域，屬於外赫布里底群島的一部分，面積0.41平方公里，最高點海拔高度34米，島上無人居住。